# Élixir (liqueur)
Pour les articles homonymes, voir Élixir.

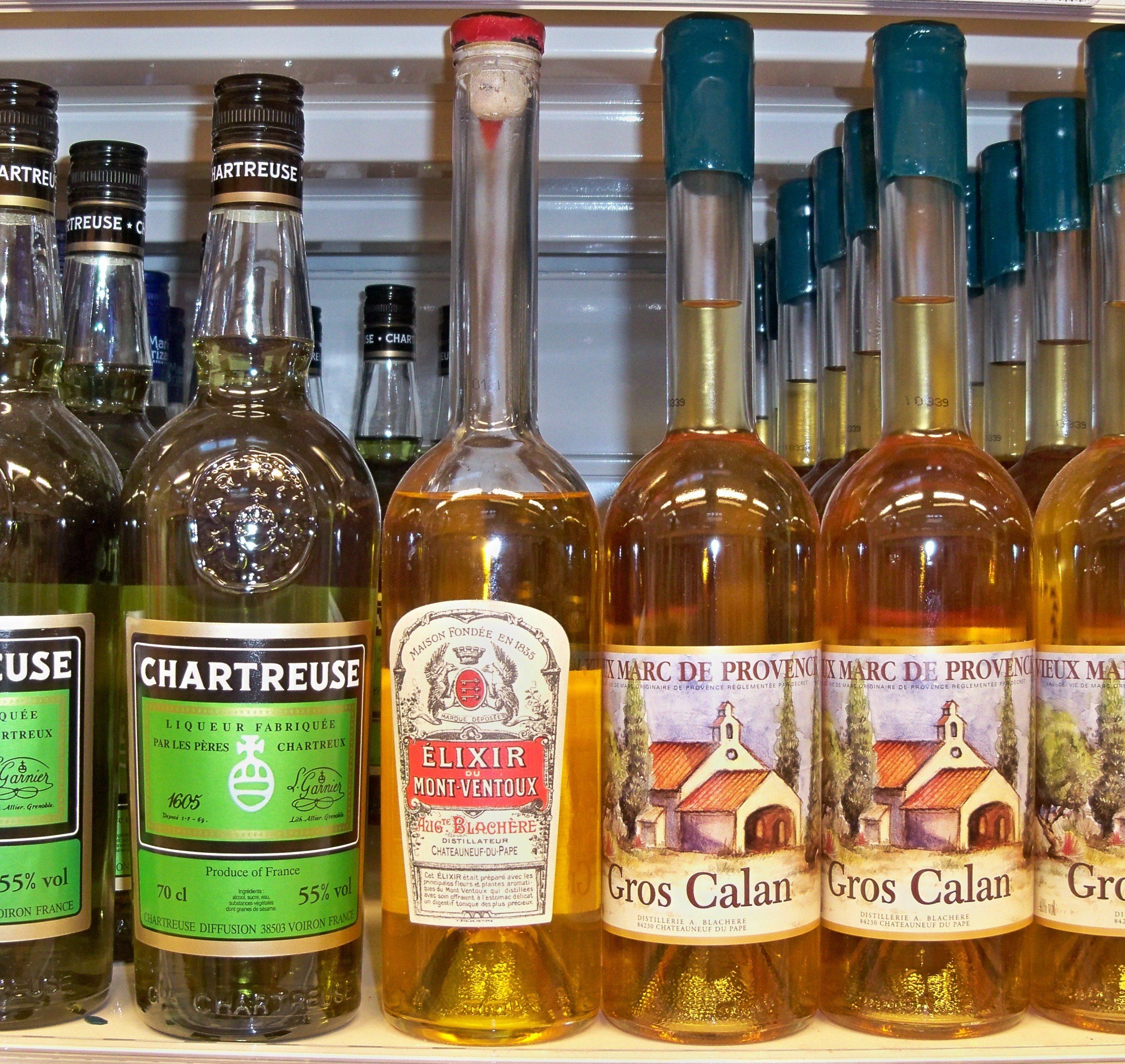
Élixir du Mont Ventoux et Chartreuse verte

Un élixir est une liqueur faite à base d'herbes, d'épices ou de fruits. Généralement, la tradition veut que sa composition soit tenue secrète car issue d'une recette séculaire mise au point par un ordre monastique (chartreux, bénédictins, prémontrés, cisterciens, etc.). De plus, à l'origine, sa consommation régulière était garante de bonne santé sinon de longue vie.

## Origine

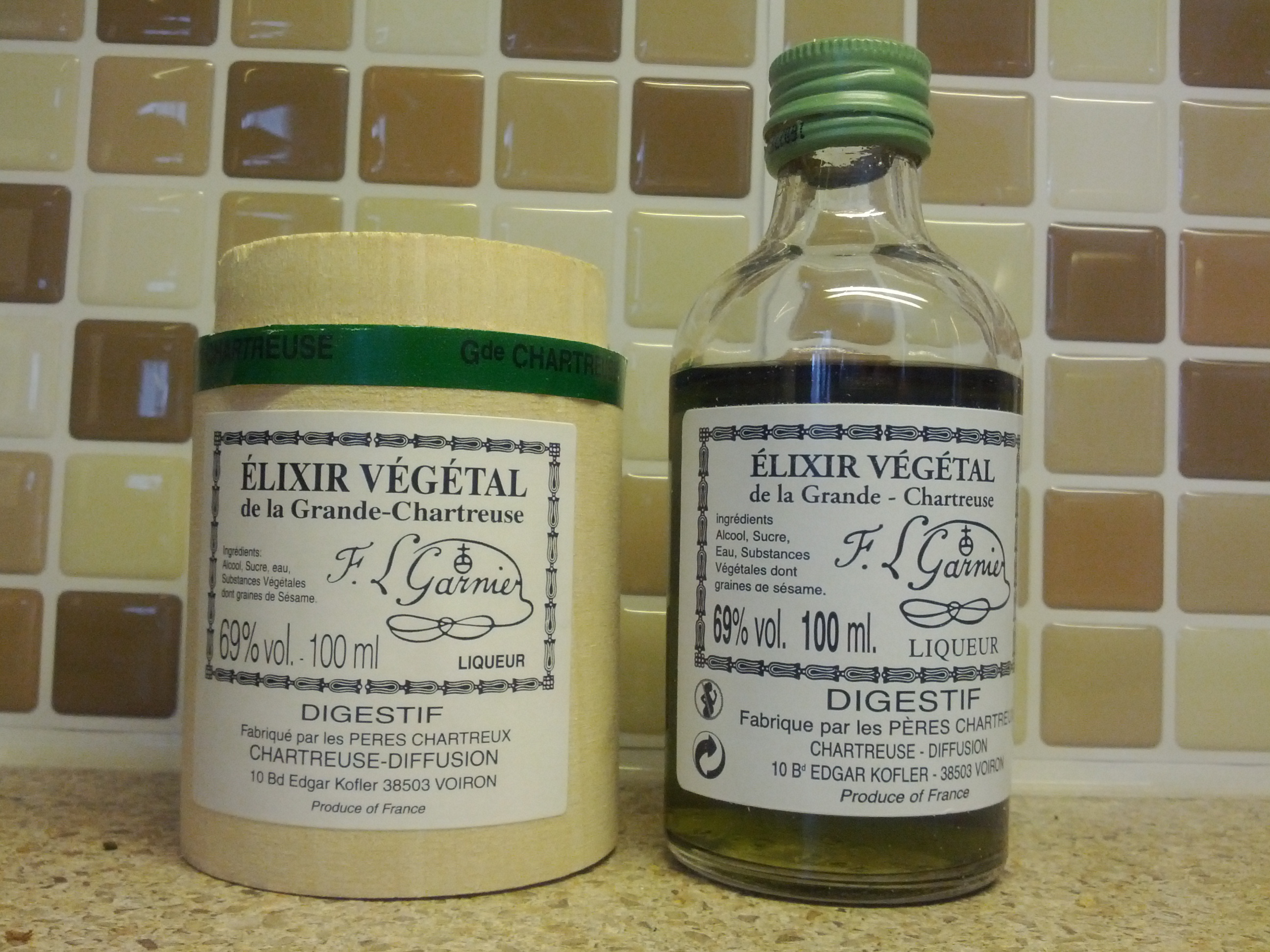
Élixir végétal de la Grande-Chartreuse

La tradition veut qu'en 1605, le Maréchal d'Estrées ait remis aux Chartreux de Vauvert, à Paris, (à l'emplacement de l'actuel jardin du Luxembourg), un grimoire contenant la formule de l'élixir de longue vie dans la composition duquel entraient des plantes. Au XVIIe siècle, seuls les moines et les apothicaires possédaient le savoir nécessaire au traitement des plantes et des simples.    
La formule, trop complexe, de l'élixir semble indiquer qu'elle ne fut que partiellement élaborée par les chartreux de Paris. Elle arriva, en 1737, au monastère de la Grande-Chartreuse. Les moines y reconnurent la description de nombreuses plantes alpines et décidèrent de suivre la recette dans sa totalité. Ce fut l'apothicaire de la chartreuse, frère Jérôme Maubec, qui fut chargé d'élaborer le nouvel élixir et il réussit à en fixer la formule définitive.
Cet élixir, paré de vertus multiples, commença à être commercialisé dans le Dauphiné et en Savoie. Cette tâche incomba au frère Charles qui, à dos de mulet, s'en fut le vendre sur les marchés de Grenoble et Chambéry. Cet élixir de longue vie, connu sous le nom d'élixir végétal de la Grande-Chartreuse, titrait 71 degrés. Il est toujours commercialisé sous ce nom et contient 130 plantes médicinales et aromatiques et ne titre plus que 69°. Il est proposé comme digestif et tonic.

## Postérité et contrefaçons

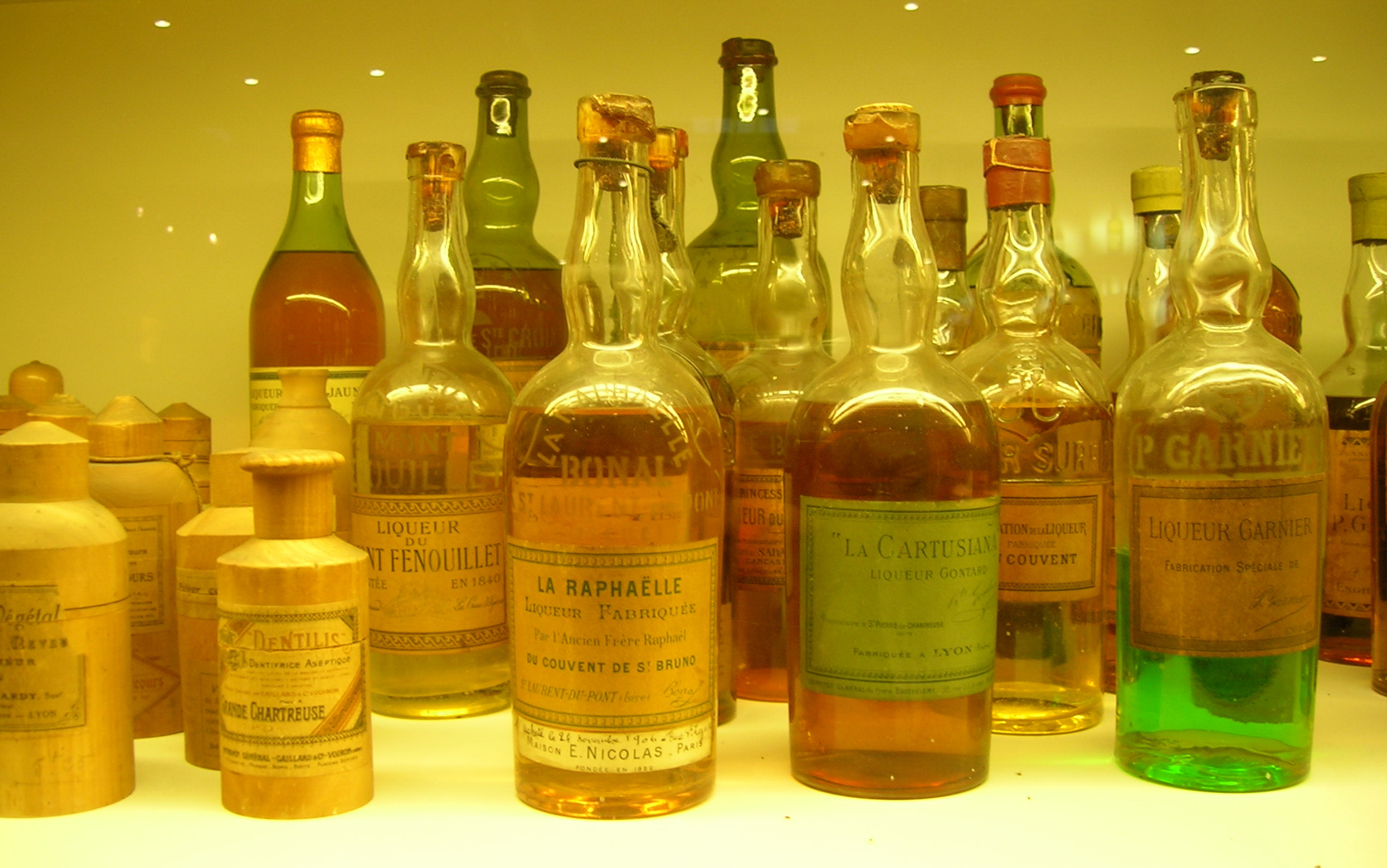
Quelques-unes des nombreuses contrefaçons de Chartreuse (présentées aux visiteurs des caves de Voiron)

La mode lancée, d'innombrables imitations ou contrefaçons, virent le jour. Un des premiers incitateurs à la contrefaçon fut l'État français. Lors de la séparation de l'Église et de l'État, les chartreux furent expulsés et se réfugièrent près de Tarragone où ils continuent à fabriquer leur élixir et leurs liqueurs verte et jaune. Profitant de leur départ, le gouvernement de l'époque vendit leur marque à des négociants qui créèrent la Compagnie Fermière de la Grande Chartreuse. La décoction qu'ils mirent sur le marché, jusqu'en 1929, n'avait rien à voir avec la chartreuse initiale. 
Les élixirs monastiques étaient primitivement destinés à soigner. Si leur nombre est élevé, les variantes de compositions le sont aussi. Au XIXe siècle, les progrès techniques permirent une augmentation de la production. Elle fut le fait d’industriels. Ces derniers, s’inspirant des produits monastiques afin de profiter de leur image positive, se lancèrent sur ce marché. Contrefaçons et imitations alimentèrent une abondante chronique judiciaire avant les réglementations de la propriété industrielle.

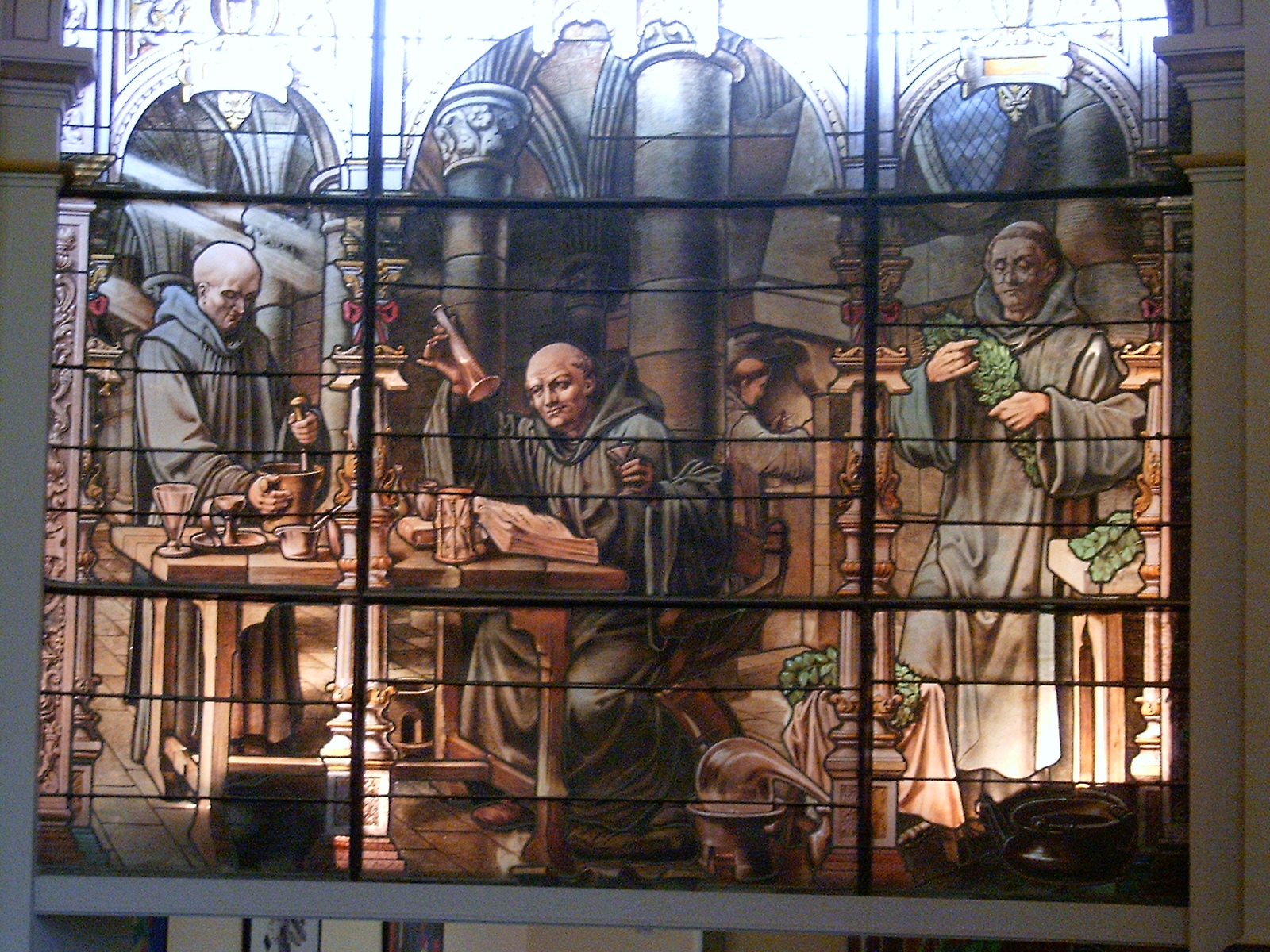
La légende de la Bénédictine dans un vitrail du Palais Bénédictine

Parmi les marques qui utilisèrent ce créneau, on peut citer la Bénédictine de Fécamp. Arrivée sur le marché elle joua sur les thèmes de la recette ancestrale, de l'origine monastique, d'une composition  à base de plantes, aromatiques, médicinales et d’épices tenue secrète, etc.. La façon de faire d'Alexandre Prosper Hubert Le Grand reste éclairante. Originaire de Fécamp, où il était négociant en vins, il inventa  en 1863, à partir d'un mélange de plantes locales et d'épices exotiques, la liqueur Bénédictine, qu'il mit au point avec l'aide d'un pharmacien, tout en affirmant qu'elle était due à une recette de Dom Bernardo Vincelli. Il l'aurait retrouvé, en 1863, dans un vieux grimoire sorti de la bibliothèque de l'abbaye de la Trinité de Fécamp. Ce précurseur est pour le moins énigmatique, car aucune liste de moines de Fécamp ne le mentionne. 

Différentes étiquettes d'élixirs au début du XXe siècle
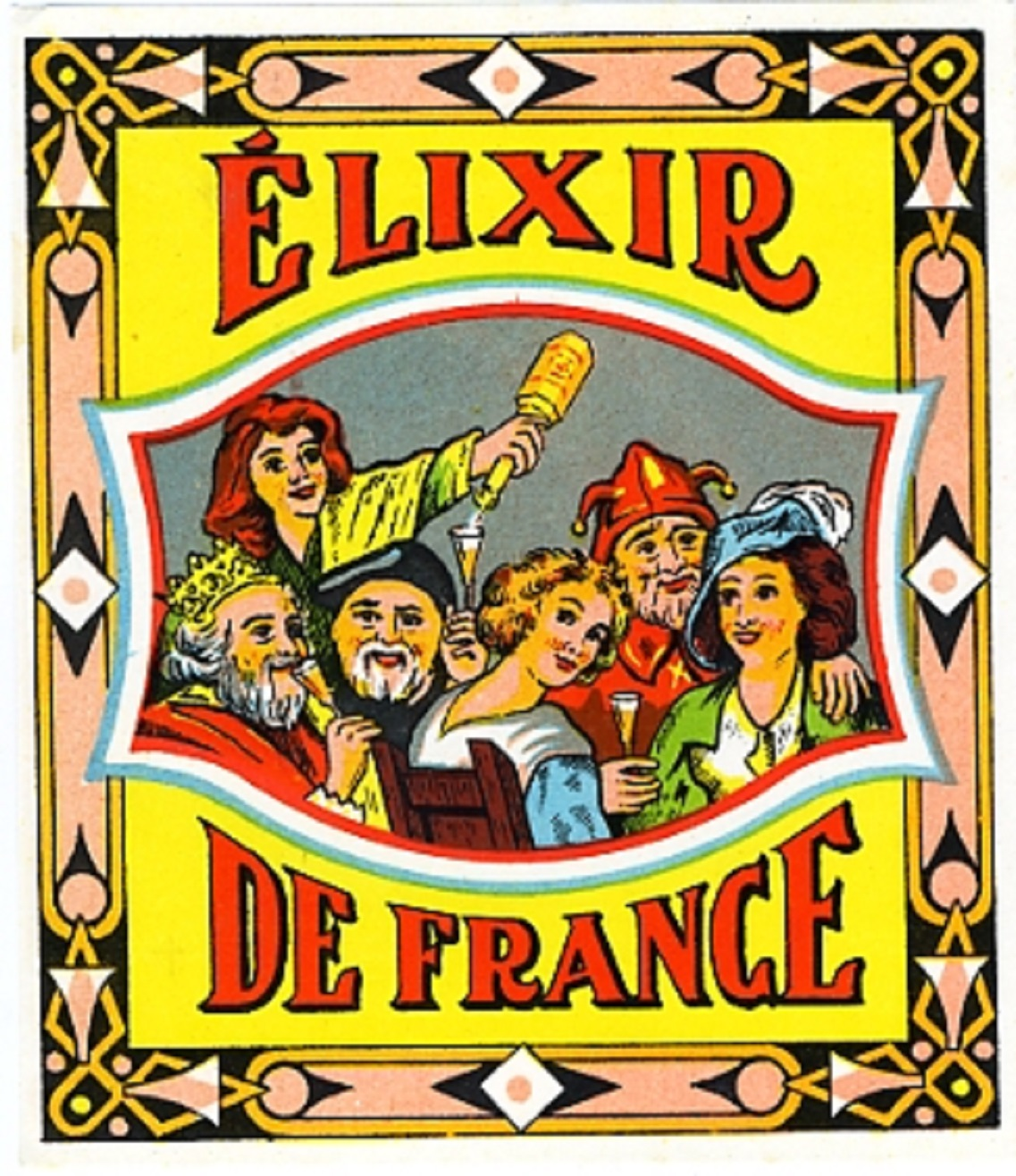
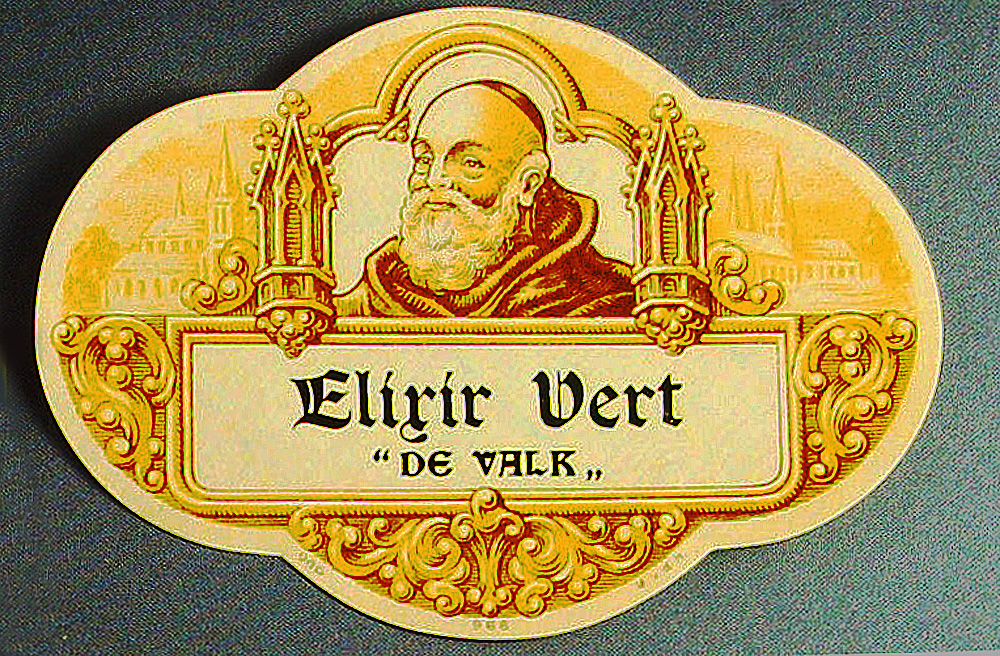
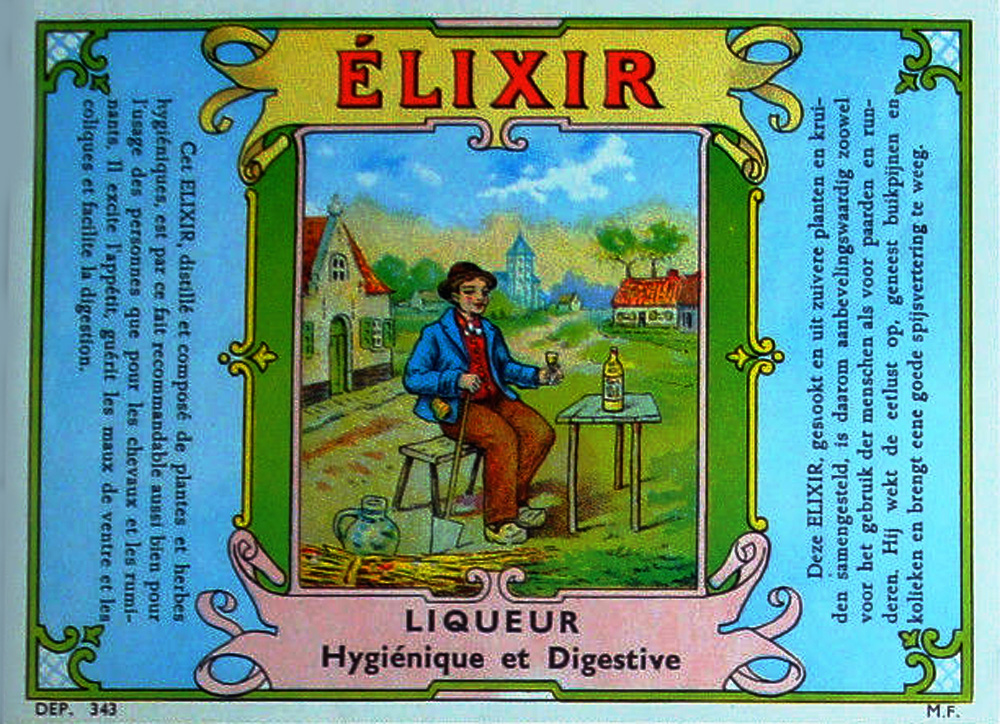
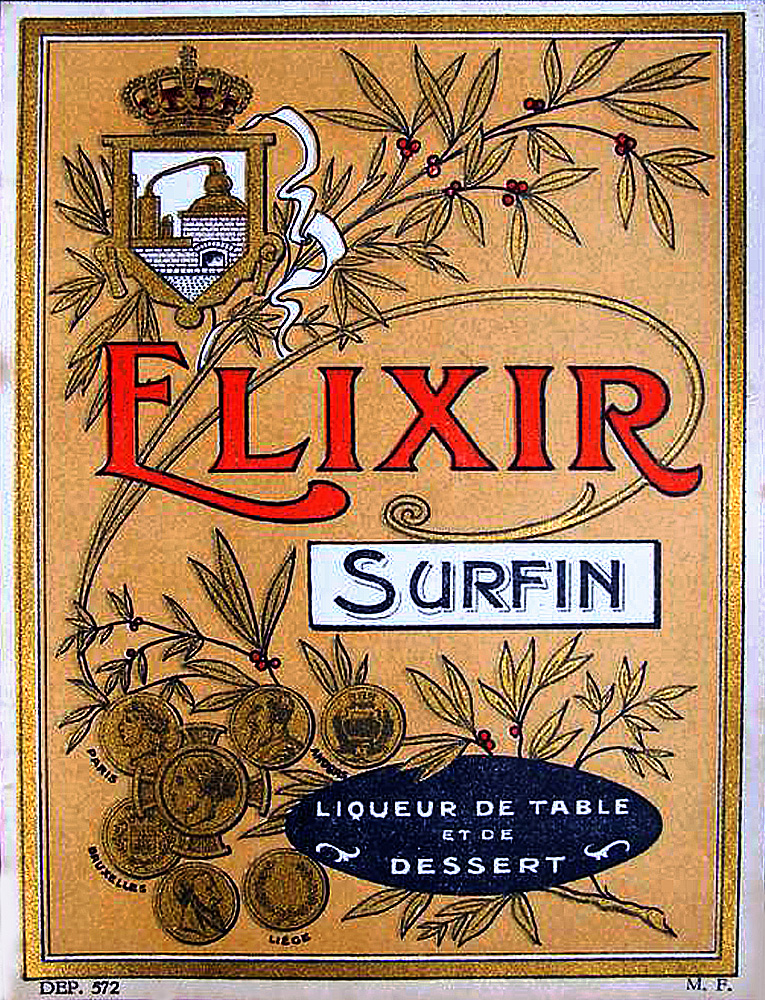

L’Élixir d'Anvers est une boisson alcoolisée fabriquée en Belgique. Créée aussi en 1863,  par F.X. de Beukelaer, elle répondait à la demande d’alcools parés de diverses vertus préventives et curatives mais sans se réclamer d'une origine religieuse. Cette élixir est aujourd’hui servi en apéritif ou en digestif.

## Affaire Raspail
François-Vincent Raspail, avait publié en 1845 son premier almanach intitulé Manuel de santé à l'intention des milieux populaires où il donnait la recette d'une liqueur hygiénique de dessert, qui assurerait une longue vie. Repris à Saumur par la famille Combier, « l’élixir Raspail » fut amélioré en 1852, par l'ajout de zestes d'orange. Dans un premier temps, Raspail, qui en a reçu un échantillon, félicita les Combier. Puis à l'incitation de sa famille il leur intenta un procès pour contrefaçon. La liqueur dut changer de nom et devint l'élixir Combier. 

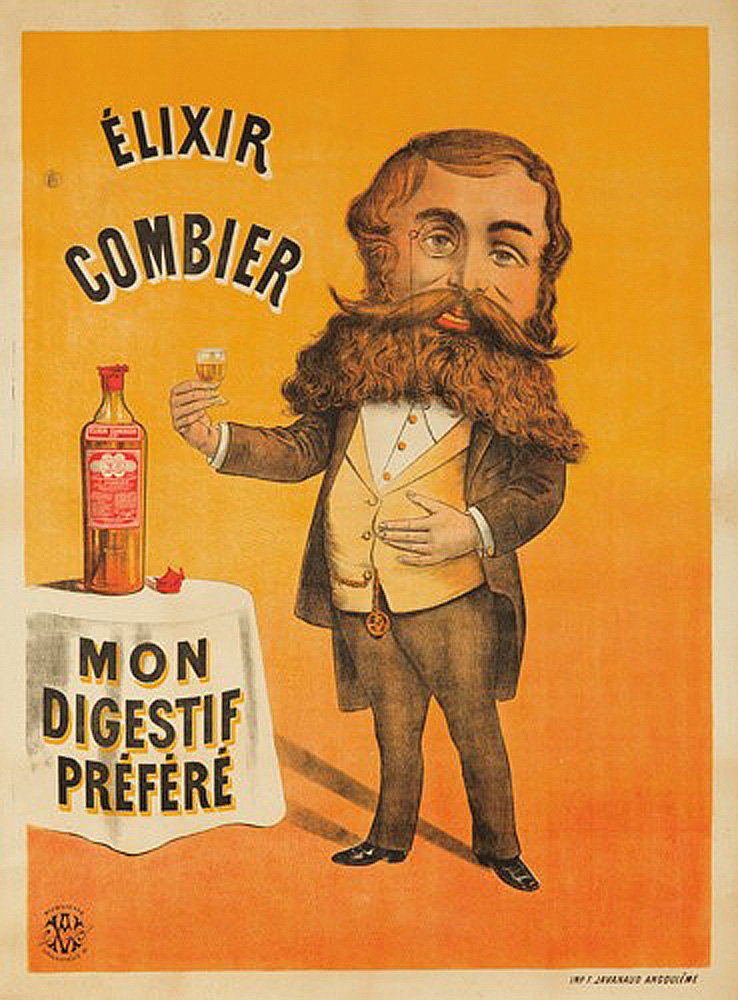
Élixir Combier
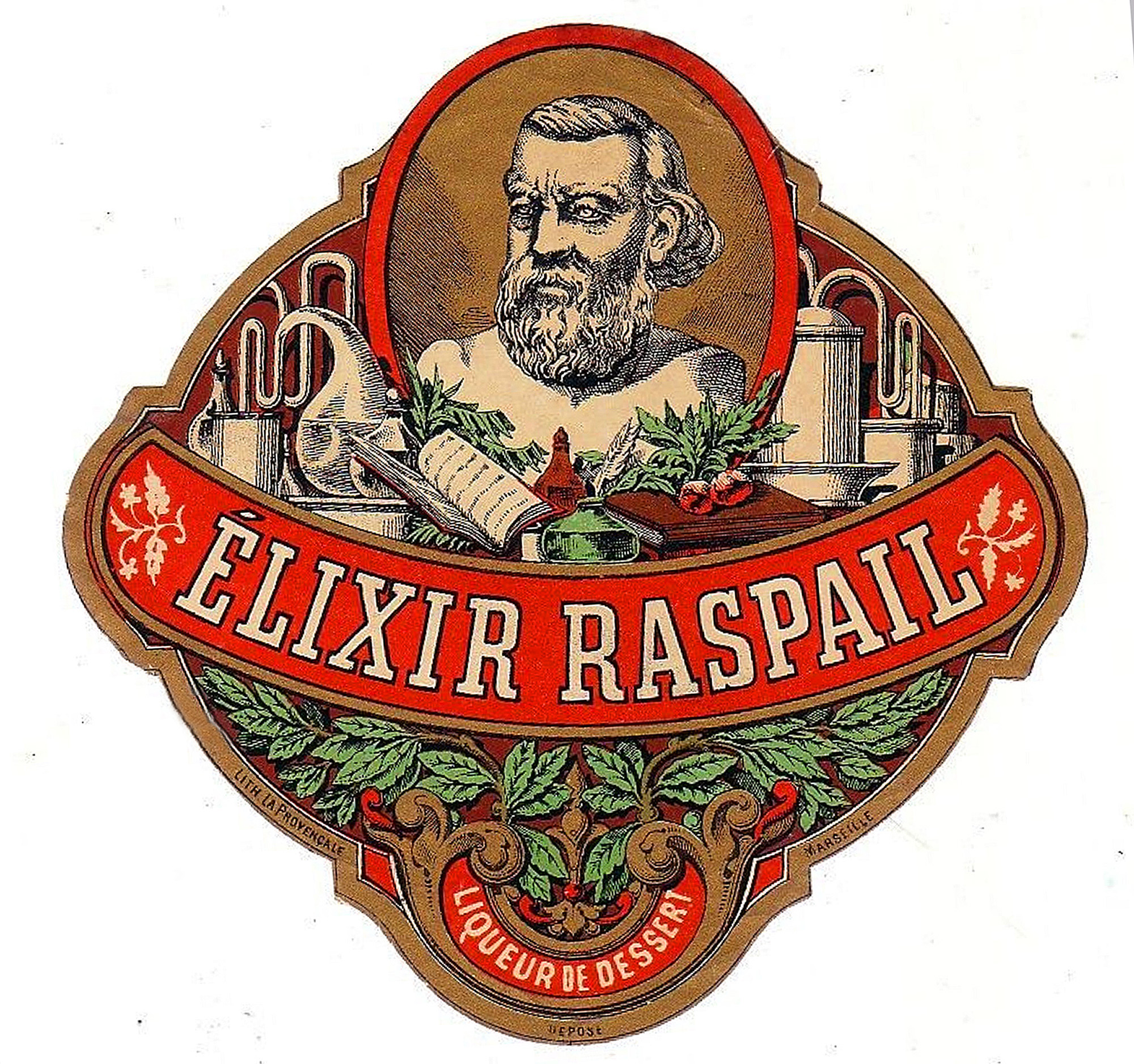
Élixir Raspail
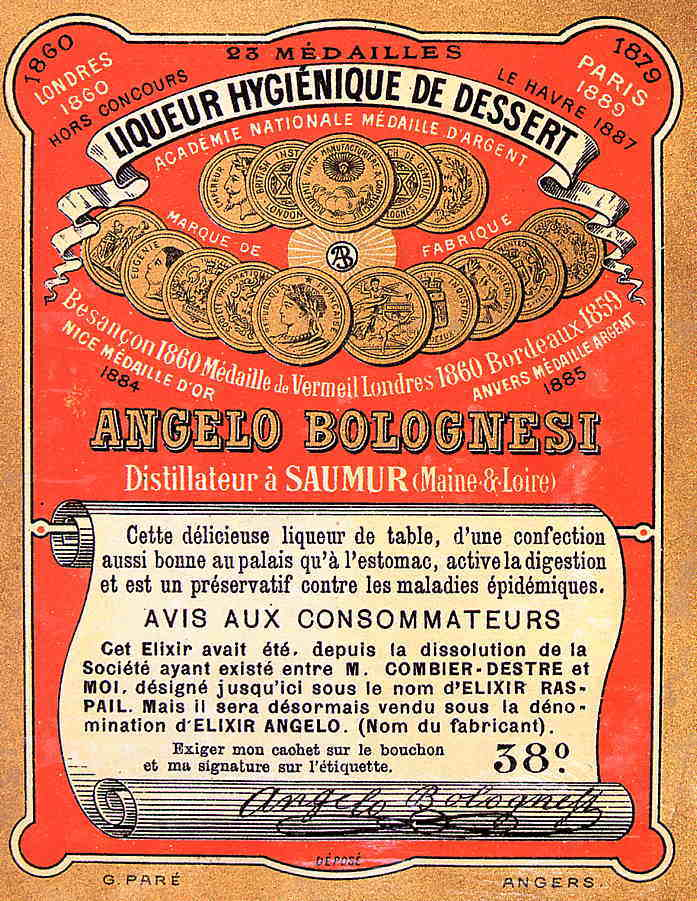
Élixir Raspail devenu élixir Angelo
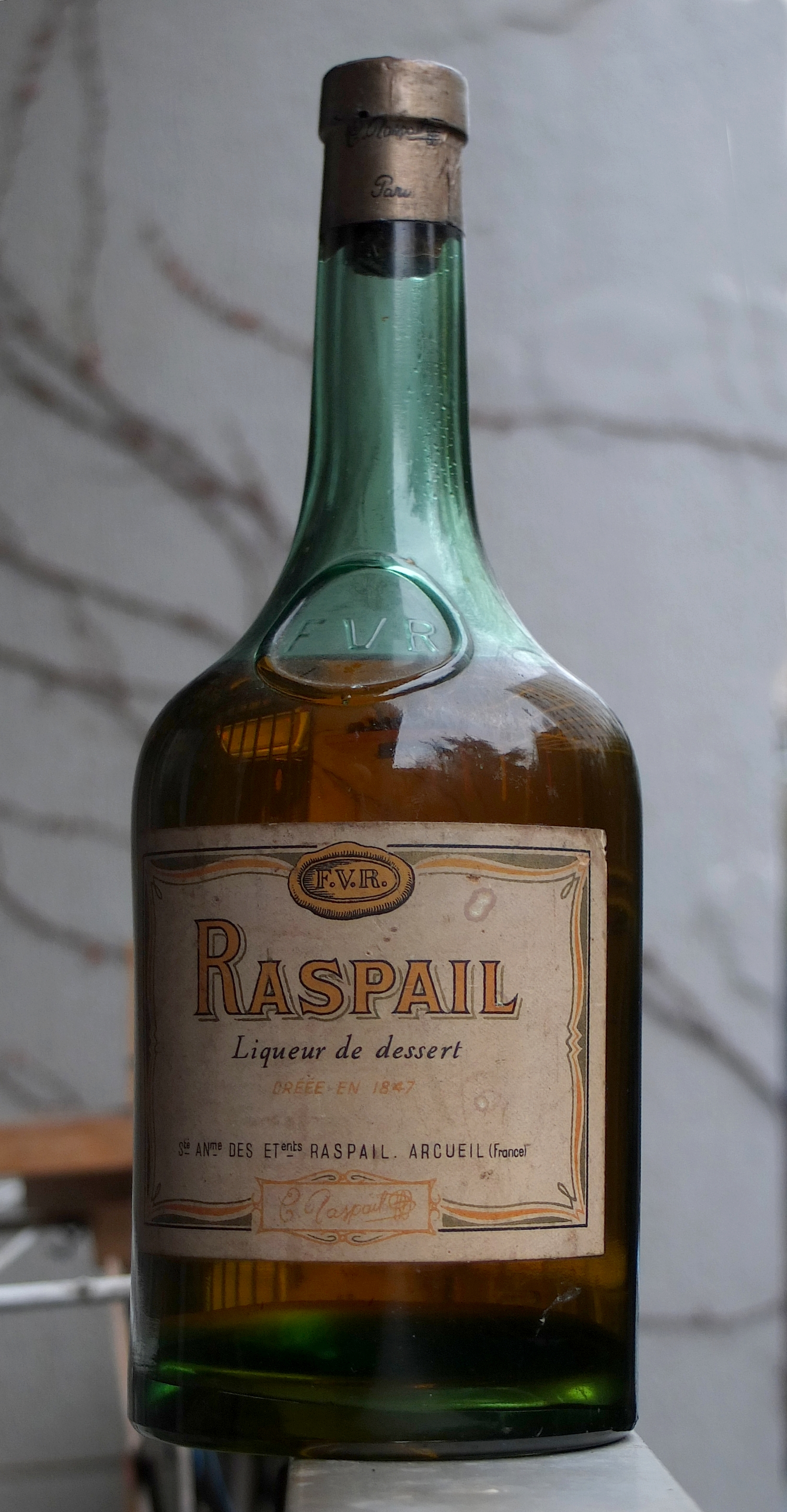
Bouteille produite à Arcueil (après 1870).

Si l'élixir Raspail/Combier/Angelo doit tout à ces trois fervents républicains, il n'en fut pas de même pour le Parfait Guignolet, marque déposée en 1906. L'entreprise Combier avait acheté la brevet de fabrication à un certain Georges Gautron. Il fut alors révélé que cette recette, un secret de famille, remontait à la Mère Madeleine Gautron, prieure du couvent de la Fidélité de Saumur de 1634 à 1676, une ancêtre du vendeur. Ce dernier point ne fut jamais élucidé et passa dès lors pour légendaire.

## Élixir du révérend Père Gaucher, le conte d'Alphonse Daudet
Ce fut peu après 1858 les Prémontrés de Frigolet se lancèrent dans la production de vin et l'élaboration de liqueurs. La première fut la Norbertine mise au point par le frère Callixte Gastinel. Elle fut mise sur le marché en 1860.
C'est le véritable élixir rendu célèbre par le conte d'Alphonse Daudet, écrit en 1866. C’est la plus ancienne liqueur de l'abbaye mise au point sous l'abbatiat du Père Edmond Boulbon, fondateur des Prémontrés à Frigolet. Une première expulsion en 1880, contraignit les moines à vendre son brevet d'exploitation à la distillerie Inisan de Châteaurenard qui en assura la fabrication et la commercialisation à partir de 1883. Cette liqueur titre 40° et il en est produit 600 hectolitres par an.